# Appraisal
Ein Appraisal (dt. „Bewertung“, „Beurteilung“) ist eine Überprüfung einer Organisation hinsichtlich der Umsetzung der Anforderungen eines Prozessmodells wie beispielsweise Capability Maturity Model Integration (CMMI). Das Vorgängermodell Capability Maturity Model (CMM) und ISO/IEC 15504 (SPICE) verwenden an dieser Stelle den Begriff Assessment anstatt Appraisal – gemeint ist damit das Gleiche.
Das Software Engineering Institute (SEI) der Carnegie Mellon University als Autor des CMMI verwendet jedoch Appraisal als Oberbegriff, während Assessment sich nur auf solche Appraisals bezieht, die zur eigenen Prozessverbesserung dienen. Daneben gibt es den Begriff der Evaluation, also einem Appraisal, das durch einen (möglichen) Auftraggeber zur Auswahl oder zur Überwachung seiner Lieferanten durchgeführt wird. Bei CMM gab es für Assessments und Evaluations verschiedene Methoden. Bei CMMI wurden diese zusammengefasst, und es ist jetzt nur noch von Appraisals die Rede. Bei der relevanten ISO/IEC 15504 gibt es diese Unterscheidung nicht, aber als Oberbegriff wird hier Assessment verwendet.

## Appraisal-Typen
Das SEI definiert drei Typen von Appraisals:
Class A Appraisal
hoher Umfang, ca. einmal im Jahr, mindestens drei Nachweise je Aussage, hat ein Rating (capability level und/oder maturity level) zum Ziel
Class B Appraisal
mittlerer Umfang, ca. ein- bis zweimal im Jahr, mindestens zwei Nachweise je Aussage, hat die Bestimmung von Stärken und Schwächen für die Prozessverbesserung zum Ziel
Class C Appraisal
kleiner Umfang, häufig, ein Nachweis je Aussage, hat die kontinuierliche Beobachtung/Bewertung der Prozessverbesserung zum Ziel

## Vorgehensweise
Das SEI hat für jeden der drei Appraisal-Typen eine Vorgehensweise veröffentlicht (Standard CMMI Appraisal Method for Process Improvement, kurz SCAMPI). Diese Appraisal-Methoden prüfen die Umsetzung des Capability Maturity Model Integration (CMMI) in einer Organisation. Für die Durchführung eines Appraisals nach der SCAMPI-Vorgehensweise des SEI ist ein vom SEI ausgebildeter und autorisierter Lead Appraiser (oder Team Lead) notwendig. Eine Bewertung einer Organisation mit einem Reifegrad ist eine in der Industrie anerkannte Auszeichnung.